# Paulianaleyrodes pauliani
Paulianaleyrodes pauliani là một loài côn trùng cánh nửa trong họ Aleyrodidae, phân họ Aleyrodinae.
Paulianaleyrodes pauliani được Cohic miêu tả khoa học đầu tiên năm 1966.